# Roy Makaay
Rudolphus Antonius Makaay (Wijchen, Güeldres, Países Bajos; 9 de marzo de 1975) más conocido como Roy Makaay, es un exfutbolista y entrenador neerlandés. Jugaba de delantero centro, hasta que se retiró en mayo de 2010, dejando el Feyenoord de Róterdam.
Su apodo de Das (Tor)Phantom (El (Gol)Fantasma) viene de su época en el Bayern Múnich, debido a su habilidad para marcar goles desde cualquier parte del campo. En la temporada 2002-03, recibió el trofeo Bota de Oro con 29 goles en la Primera División con el Deportivo de La Coruña, y es, tras Kees Kist y Marco van Basten, el tercer neerlandés en conseguir dicho galardón.
Con la selección de los Países Bajos jugó dos Eurocopas y participó en cuatro fases de clasificación de la Copa Mundial de Fútbol. Actualmente es el segundo entrenador de la cantera del Feyenoord de Róterdam.

## Trayectoria

### Vitesse Arnhem
Comenzó su carrera profesional en su país natal, los Países Bajos, con el Vitesse Arnhem, tras dejar atrás su último equipo de formación, el Blauw-Wit Nijmegen. Debutó en la máxima competición neerlandesa con 18 años en 1993 en la Eredivisie. En su primera temporada disputó 10 partidos en los que marcó un gol, mientras que su equipo quedaría cuarto en la liga, lo que les clasificaría de forma automática para la Copa de la UEFA. En su segundo año con los «Geel en Zwart» fue un fijo en las alineaciones titulares, llegando a disputar los 34 partidos de liga y marcando 11 goles.
Después de este año consiguió en la temporada 1995-96 unos registros similares a los de la anterior, pero su siguiente año fue donde explotó como delantero. Logró 19 goles en 34 partidos de la liga neerlandesa quedando el tercer clasificado de los goleadores, por detrás del Pichichi Luc Nilis y de John Bosman. Jugó también 5 partidos de la Copa de los Países Bajos donde su equipo quedó eliminado en cuartos de final ante el Helmond Sport, y en la cual anotó 3 goles en total. Tras esta gran temporada, despertó el interés de muchos clubes, pero finalmente recaló en el CD Tenerife que pagó por él y Ferdi Vierklau 2000 millones de pesetas (12 millones de €).

### C. D. Tenerife
Llegó al Tenerife de Víctor Fernández con la esperanza de demostrar en España su talento para el gol. En su primera temporada no logró adaptarse al equipo, en gran parte debido a los problemas extradeportivos en el club, con numerosos cambios de entrenador. A pesar de eso, jugó casi todos los partidos en Primera División de España, marcando 7 goles. La temporada siguiente marcó 14 goles en 36 partidos, con ese registro de goles fue el máximo goleador del Tenerife en liga, pero no pudo evitar el descenso de su equipo a la Segunda División. Tras esta derrota, Makaay se vio obligado a dejar el Tenerife para seguir creciendo como futbolista y fichó por el conjunto gallego Real Club Deportivo de la Coruña, que pagó por él 1300 millones de pesetas (7000000 de €).

### R. C. Deportivo de La Coruña

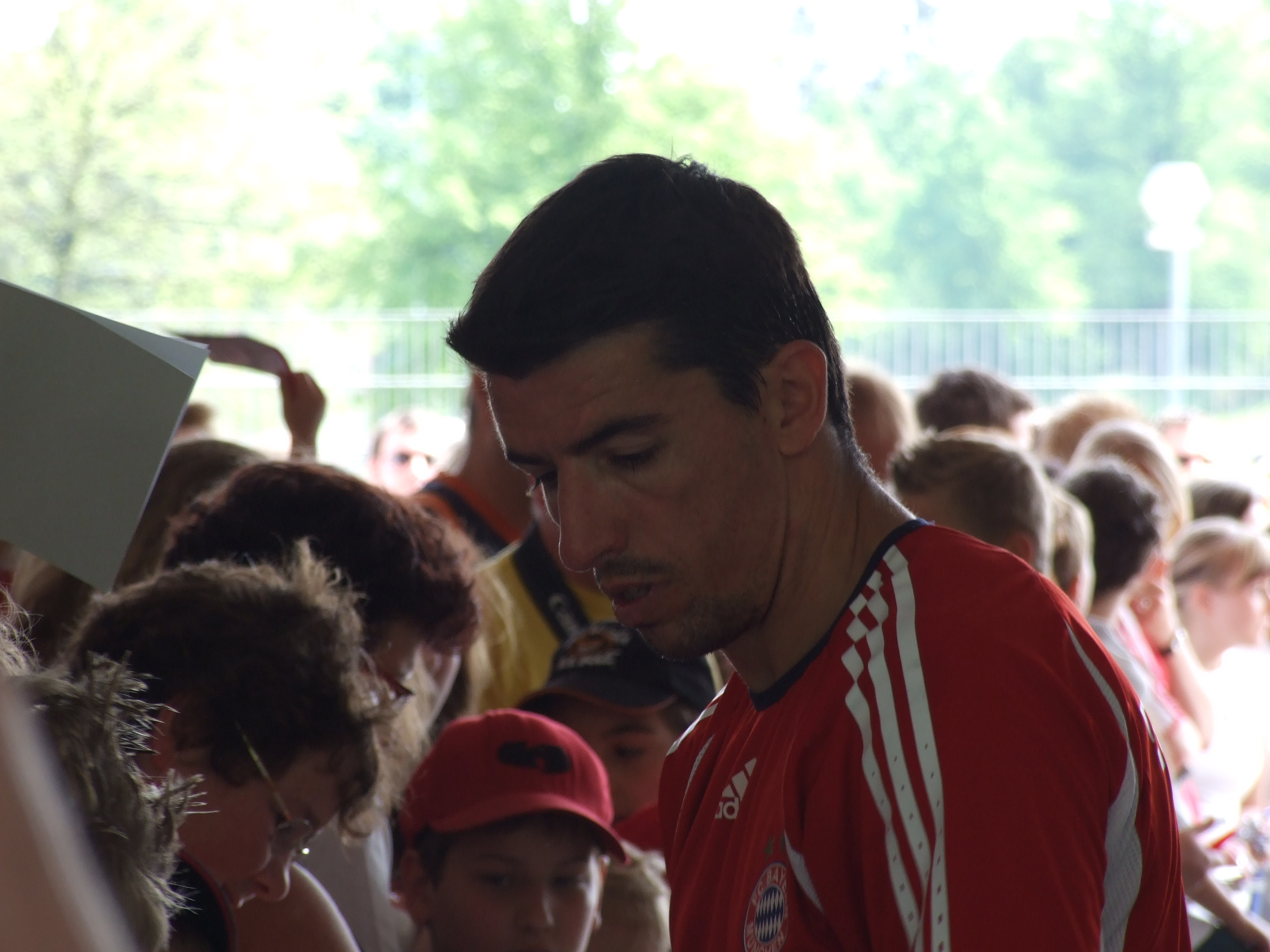
Makaay firmando autógrafos con el Bayern Múnich.

Su debut en la Primera División con el conjunto gallego fue contra el Deportivo Alavés en la temporada 1999-00, al que le metió un hat-trick, para darle la victoria por 4-1. Ese mismo año, el Deportivo de la Coruña conseguiría su primer título de Liga al obtener 69 puntos, ganando a equipos como el Real Madrid o el FC Barcelona. En la Copa de la UEFA, el equipo español accedió hasta los octavos de final, habiendo ganado al Panathinaikos, Montpellier y Stabæk IF. En los octavos fueron eliminados por el Arsenal que luego sería subcampeón de dicha competición.
El Deportivo de La Coruña comenzó la temporada 2000-01 ganando la Supercopa de España, al vencer por un resultado total de 2-0 al Español, aunque Makaay no disputó ninguno de los dos partidos. Con su compañero Diego Tristán formó una delantera de lujo marcando entre ambos 37 goles en esta temporada con el EuroDepor, lo que los llevaría al segundo puesto de la liga, solo por detrás del Real Madrid. En la Copa del Rey, marcó un gol en los dos partidos que disputó y su equipo alcanzó los dieciseisavos al ser eliminado por 2-3 por el Tenerife, exequipo del neerlandés. En la Liga de Campeones de la UEFA el delantero marcó un gol en seis encuentros y el conjunto gallego llegó a los cuartos de final, donde quedó fuera de competición al quedar eliminado por el Leeds United.
En la temporada 2001-02, no marcó goles con facilidad y su compañero Diego Tristán es quien asumió el papel de goleador en ataque ganando el Trofeo Pichichi de la Liga con 21 goles. A pesar de su falta goleadora este año, disputó 30 partidos y marcó 12 goles contribuyendo a su equipo a la clasificación a la Liga de Campeones, al acabar en segunda posición de la Liga por detrás del Valencia. El 6 de marzo de 2002, conquistó la segunda Copa del Rey de la historia del club, al ganar al Real Madrid en su estadio, el Santiago Bernabéu, con un resultado de 1-2.
El 25 de agosto el Deportivo ganó la Supercopa de España contra el Valencia, con un resultado total de 4-0. Makaay jugó los dos partidos. En la jornada 32.ª de Primera división, el Deportivo ganó por 5-0 al Recreativo de Huelva con un triplete de Makaay, victoria con la que se colocaban líderes a falta de 6 jornadas, pero no supieron mantener la ventaja y acabaron siendo segundos por tercer año consecutivo. En la Liga de Campeones el equipo accedió hasta la segunda fase de grupos, pero quedó eliminado. Roy anotó 9 goles en 11 encuentros y fue uno de los máximos goleadores, aunque lejos de su compatriota Ruud van Nistelrooy, que marcó 12 tantos. Acabó la temporada con 29 goles en Liga, igualando lo que logró Bebeto con la camiseta del Depor en la temporada 1992-93, y llevándose el Trofeo Pichichi y la Bota de Oro. Después de una exhibición de Roy, que marcó un triplete, y Juan Carlos Valerón en el Estadio Olímpico de Múnich, directivos del Bayern Múnich preguntaron por la situación delantero neerlandés. Tras largas negociaciones con Augusto César Lendoiro, el delantero se marchó al equipo alemán por cerca de 20 millones de euros.

### F. C. Bayern Múnich

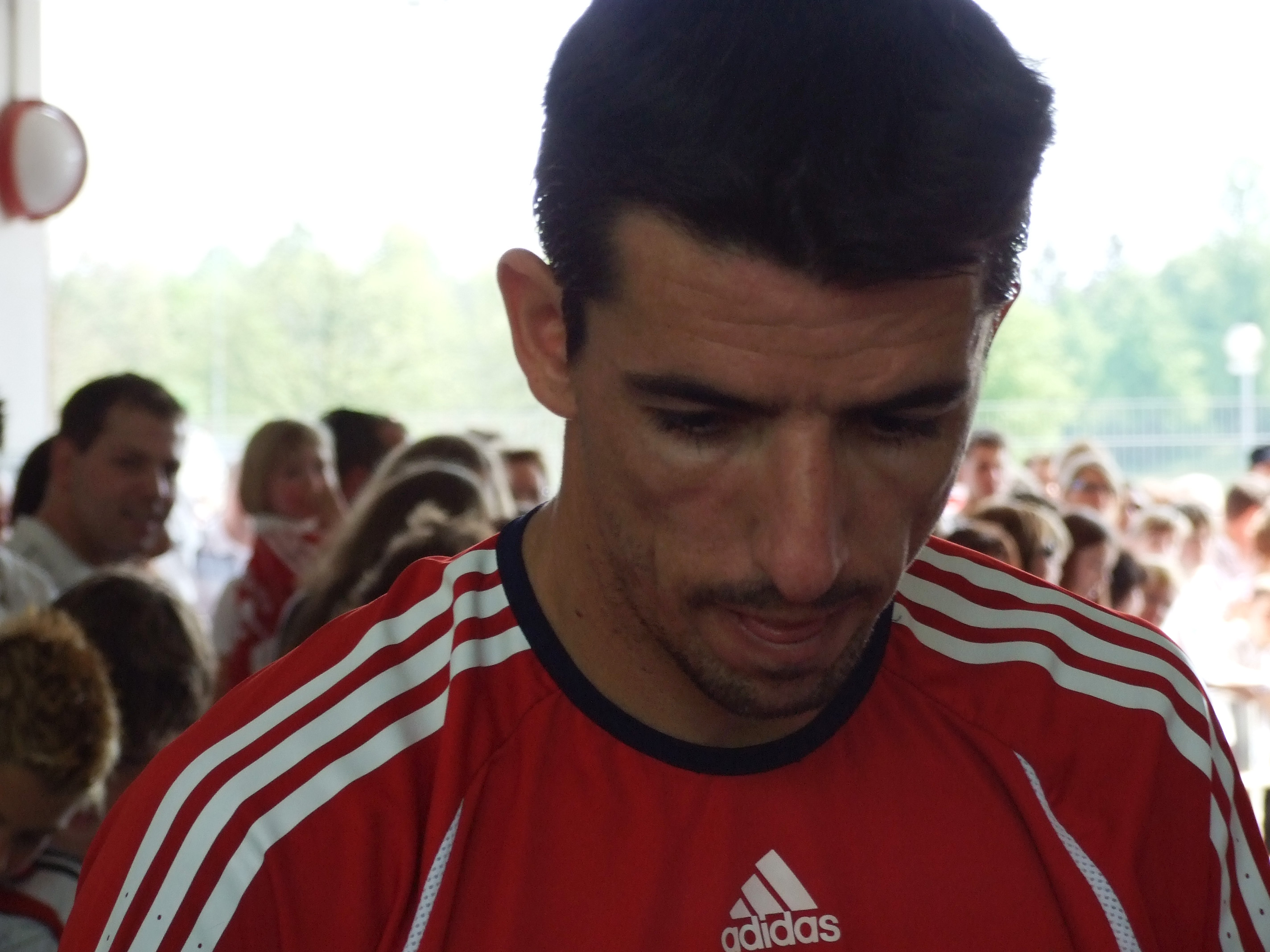
Roy Makaay en 2006.

Llegó al equipo bávaro, que era campeón de Liga y Copa, para reforzar el ataque con el objetivo de intentar el asalto a Europa. En su primera temporada anotó 23 goles en 32 partidos de Liga, pero no sirvió para que su equipo ganara, ya que quedó segundo clasificado por detrás del Werder Bremen. En la Liga de Campeones, su equipo llegó hasta los octavos de final, donde se enfrentó al Real Madrid que les eliminó por 2-1, siendo Makaay el autor del único gol alemán. A nivel individual fue uno de los máximos goleadores de la Liga de Campeones con 7 goles, tan solo por detrás de Fernando Morientes y Dado Pršo, ambos del Mónaco. Su primer título con los alemanes llegó en la pretemporada al ganar la Copa de la Liga de Alemania por 3-2 al Werder Bremen.
En su segundo año en Alemania el Bayern recuperó el trono al ganar la Bundesliga y la Copa de Alemania. En la Liga de Campeones marcó 7 goles en 8 partidos, incluyendo un triplete y una asistencia a Zé Roberto contra el Ajax Ámsterdam en la fase de grupos. En el sorteo se emparejó con el Arsenal, equipo al que eliminaron, pero no pudieron con el Chelsea que les eliminó por 6-5.

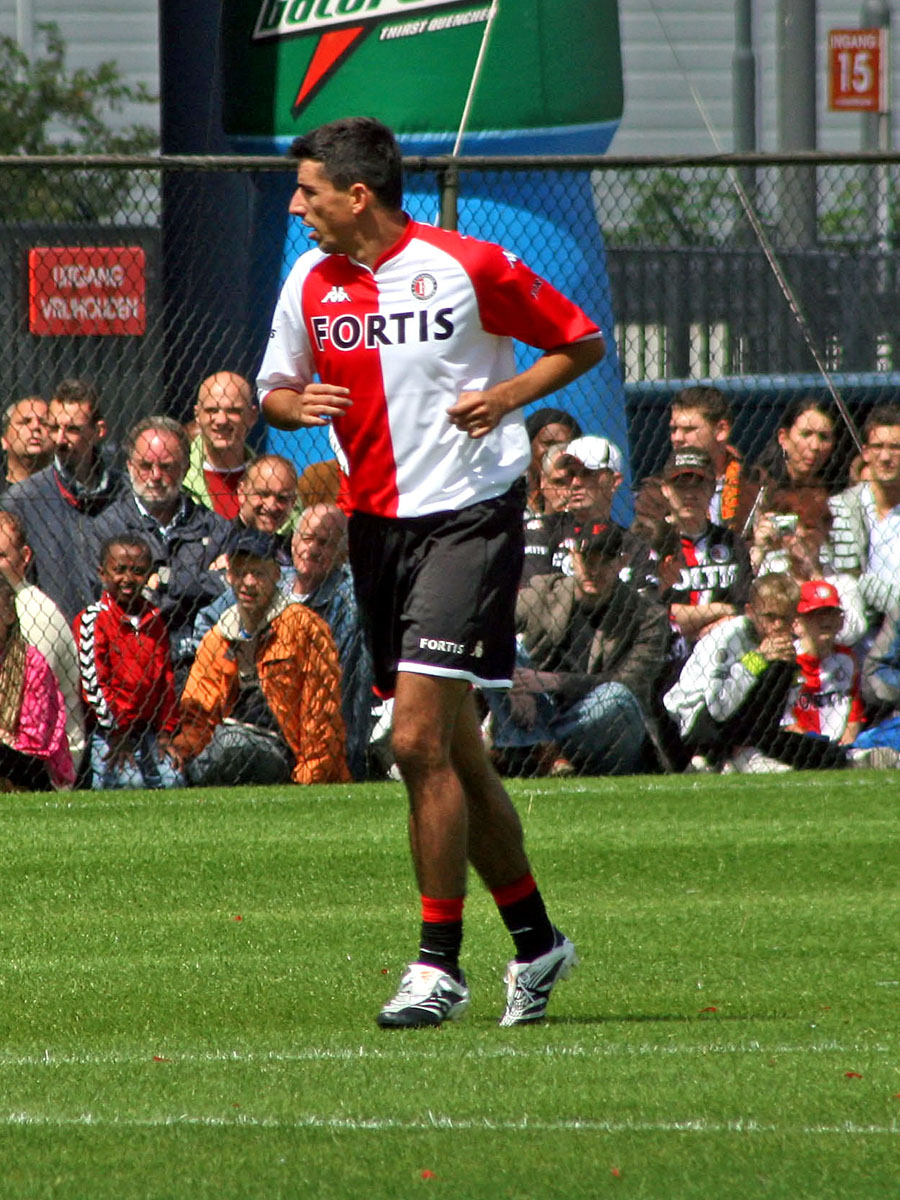
Roy con la camisa del Feyenoord de Róterdam.

La temporada siguiente el Bayern revalidó sus títulos de Liga y Copa, pero Makaay no realizó su mejor temporada. Siguió marcando goles en Liga, pero en la Liga de Campeones apenas marcó dos goles en 8 encuentros, que no sirvieron para levantar el trofeo, al quedar eliminado a las primeras de cambio por un gran Milan liderado por Filippo Inzaghi y Andriy Shevchenko. Tras la mala temporada del ariete, el Bayern se decidió reforzar con el alemán Lukas Podolski procedente del FC Köln.
La siguiente temporada para el Bayern fue la peor de los últimos años. El equipo quedó cuarto en la liga, peor clasificación desde 1995, y por lo tanto quedándose fuera de la máxima competición europea, la Liga de Campeones. El conjunto alemán llegó en dicha competición hasta los cuartos de final tras eliminar en octavos al Real Madrid y perder por segundo año consecutivo ante el Milan. En lo individual, anotó el gol más rápido de la historia de la Liga de Campeones al marcarle en los octavos de final al Real Madrid, un gol en 10 segundos. También consiguió otro récord el 21 de agosto de 2006, al anotar el gol 3000 del Bayern de Múnich en la historia de la Bundesliga. En el verano de 2007, el Bayern fichó dos delanteros de lujo, Miroslav Klose y Luca Toni, con los cuales el sitio de Makaay fue muy pequeño y se vio obligado a dejar el club, volviendo a su país con el Feyenoord de Róterdam. A pesar de ir de más a menos desde que llegó al club alemán, fue el máximo goleador del Bayern Múnich las cuatro temporadas que él estuvo en Alemania.

### Feyenoord de Róterdam
En su primera temporada anotó 13 goles en Liga de los 28 encuentros que disputó, mientras que su equipo quedó sexto de la liga neerlandesa, obteniendo una plaza a las rondas previas de la Copa de la UEFA. En la Copa de los Países Bajos su equipo se proclamó campeón al derrotar en la final por 2-0 al Roda JC. Aunque no anotó en la final, marcó 7 goles en esta competición en apenas 5 partidos.

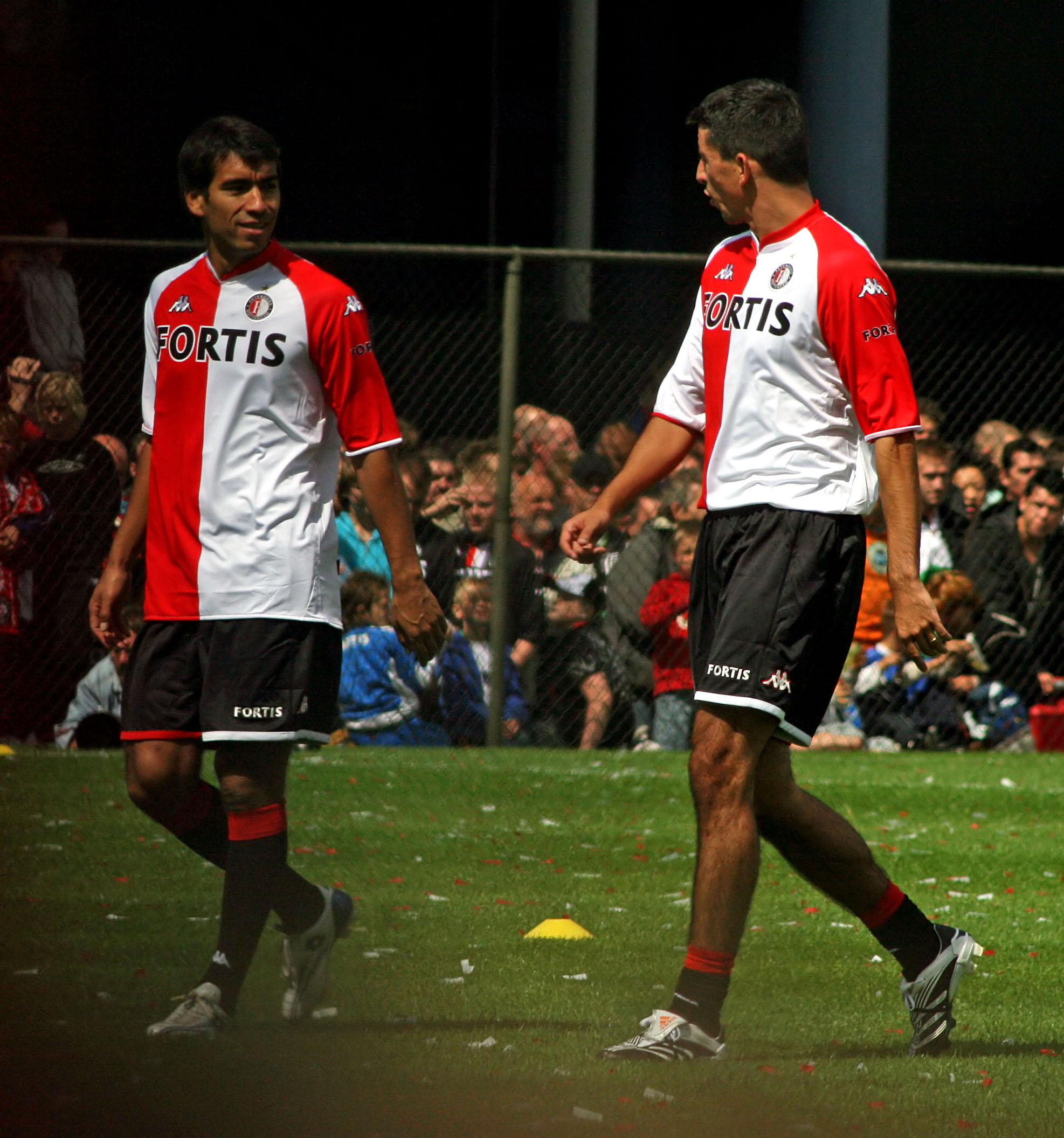
Makaay con su compañero Giovanni van Bronckhorst durante su etapa en Róterdam.

La temporada siguiente fue peor para el equipo de Róterdam. Quedaron eliminados a las primeras de cambio en la liguilla de la UEFA donde se encontró con su exequipo, el Deportivo de la Coruña, saliendo ovacionado del Estadio de Riazor a pesar del 3-0 a favor de los gallegos. A nivel individual, consiguió 16 tantos para quedar en 4.ª posición por el título de goleo, empatado con otros 2 jugadores.
En su última temporada como profesional marcó 7 goles en 24 partidos. El 26 de abril de 2010 anunció que se retiraría del fútbol profesional tras finalizar la temporada con la final de la Copa ante el Ajax de Ámsterdam. En este, su último encuentro oficial, cayeron derrotados por 6-1 global. En el último partido de liga que disputó marcó un triplete al Heerenveen. Tras su retirada decidió seguir vinculado al mundo del fútbol, siendo designado como el entrenador asistente de la cantera del Feyenoord.

## Selección nacional
Durante sus primeros años fue un fijo en las convocatorias Sub-21 con la que jugó 31 partidos, récord que comparte con Arnold Bruggink. Su primer partido con la selección absoluta fue en Cardiff el 5 de octubre de 1996 contra Gales, en un partido clasificatorio para la Copa Mundial de Fútbol de 1998. Un año más tarde jugó un amistoso contra Sudáfrica y tuvo que esperar hasta el año 2000 para recibir otra convocatoria. Su primer gol con la selección tendría que esperar hasta el año 2002 en un amistoso contra Estados Unidos en Boston. Un partido más tarde lograría su segundo gol ante Austria.
En 2008 fue convocado para los Juegos Olímpicos de 2008 con el objetivo en mente de lograr una medalla, aunque sin éxito ya que quedaron eliminados en cuartos. Jugó 43 partidos, donde sólo marcó 6 goles, y dos Eurocopas en donde ambas llegó a las semifinales.

### Participaciones en Juegos Olímpicos
| Juegos Olímpicos               | Sede  | Resultado        | Partidos | Goles |
| ------------------------------ | ----- | ---------------- | -------- | ----- |
| Juegos Olímpicos de Pekín 2008 | Pekín | Cuartos de final | 3        | 2     |

### Participaciones en Eurocopa
| Eurocopa      | Sede                   | Resultado   | Partidos | Goles |
| ------------- | ---------------------- | ----------- | -------- | ----- |
| Eurocopa 2000 | Bélgica y Países Bajos | Semifinales | 2        | 0     |
| Eurocopa 2004 | Portugal               | Semifinales | 3        | 1     |

### Goles internacionales
| # | Fecha      | Lugar     | Rival          | Resultado | Competición                 |
| - | ---------- | --------- | -------------- | --------- | --------------------------- |
| 1 | 19-05-2002 | Boston    | Estados Unidos | 0-2       | Amistoso                    |
| 2 | 16-10-2002 | Viena     | Austria        | 0-3       | Clasificación Eurocopa 2004 |
| 3 | 20-08-2003 | Bruselas  | Bélgica        | 1-1       | Amistoso                    |
| 4 | 28-04-2004 | Eindhoven | Grecia         | 4-0       | Amistoso                    |
| 5 | 01-06-2004 | Lausana   | Islas Feroe    | 3-0       | Amistoso                    |
| 6 | 23-06-2004 | Braga     | Letonia        | 3-0       | Eurocopa 2004               |

## Clubes y estadísticas
| Vitesse · Países Bajos | 1993-94             | 1.ª                 | 10  | 1   | -  | -  | -  | -  | 10  | 1   | 0,1  |
| Vitesse · Países Bajos | 1994-95             | 1.ª                 | 34  | 11  | -  | -  | -  | -  | 34  | 11  | 0,32 |
| Vitesse · Países Bajos | 1995-96             | 1.ª                 | 31  | 11  | -  | -  | -  | -  | 31  | 11  | 0,35 |
| Vitesse · Países Bajos | 1996-97             | 1.ª                 | 34  | 19  | 5  | 3  | -  | -  | 39  | 22  | 0,56 |
| Vitesse · Países Bajos | Total               | Total               | 109 | 42  | 5  | 3  | -  | -  | 114 | 45  | 0,39 |
| Tenerife · España | 1997-98             | 1.ª                 | 36  | 7   | 1  | 0  | -  | -  | 37  | 7   | 0,18 |
| Tenerife · España | 1998-99             | 1.ª                 | 36  | 14  | 4  | 0  | -  | -  | 40  | 14  | 0,35 |
| Tenerife · España | Total               | Total               | 72  | 21  | 5  | 0  | -  | -  | 77  | 21  | 0,27 |
| Deportivo de La Coruña · España | 1999-00             | 1.ª                 | 36  | 22  | 2  | 1  | 8  | 3  | 46  | 26  | 0,56 |
| Deportivo de La Coruña · España | 2000-01             | 1.ª                 | 29  | 16  | -  | -  | 9  | 1  | 38  | 17  | 0,44 |
| Deportivo de La Coruña · España | 2001-02             | 1.ª                 | 30  | 12  | 2  | 1  | 9  | 1  | 41  | 14  | 0,34 |
| Deportivo de La Coruña · España | 2002-03             | 1.ª                 | 38  | 29  | 5  | 1  | 11 | 10 | 54  | 40  | 0,75 |
| Deportivo de La Coruña · España | Total               | Total               | 133 | 79  | 9  | 3  | 37 | 15 | 179 | 97  | 0,53 |
| Bayern Múnich · Alemania | 2003-04             | 1.ª                 | 32  | 23  | 4  | 2  | 8  | 6  | 44  | 31  | 0,70 |
| Bayern Múnich · Alemania | 2004-05             | 1.ª                 | 33  | 23  | 5  | 5  | 8  | 7  | 46  | 35  | 0,73 |
| Bayern Múnich · Alemania | 2005-06             | 1.ª                 | 31  | 17  | 5  | 0  | 8  | 2  | 44  | 19  | 0,43 |
| Bayern Múnich · Alemania | 2006-07             | 1.ª                 | 33  | 16  | 3  | 0  | 8  | 2  | 44  | 18  | 0,40 |
| Bayern Múnich · Alemania | Total               | Total               | 129 | 78  | 17 | 7  | 32 | 17 | 178 | 102 | 0,57 |
| Feyenoord de Róterdam · Países Bajos | 2007-08             | 1.ª                 | 28  | 13  | 5  | 7  | -  | -  | 33  | 20  | 0,60 |
| Feyenoord de Róterdam · Países Bajos | 2008-09             | 1.ª                 | 31  | 16  | 3  | 4  | 6  | 0  | 40  | 20  | 0,5  |
| Feyenoord de Róterdam · Países Bajos | 2009-10             | 1.ª                 | 24  | 7   | 4  | 3  | -  | -  | 28  | 10  | 0,35 |
| Feyenoord de Róterdam · Países Bajos | Total               | Total               | 83  | 36  | 12 | 14 | 6  | 0  | 101 | 50  | 0,49 |
| Total en su carrera | Total en su carrera | Total en su carrera | 526 | 256 | 48 | 27 | 75 | 31 | 649 | 314 | 0,48 |
| (1) Incluye datos de Copa de los Países Bajos, Copa del Rey, Copa de la Liga de Alemania, Supercopa de España y Copa de Alemania. (2) Incluye datos de Liga de Campeones y Copa de la UEFA. (3) Media de goles por encuentro. No incluye goles en partidos amistosos. |                     |                     |     |     |    |    |    |    |     |     |      |

### Resumen estadístico
| Competición                   | Partidos | Goles | Promedio |
| ----------------------------- | -------- | ----- | -------- |
| Primera División de España    | 205      | 100   | 0,48     |
| Eredivisie                    | 192      | 78    | 0,40     |
| 1. Bundesliga                 | 129      | 78    | 0,60     |
| Copas nacionales              | 48       | 27    | 0,61     |
| Copas internacionales         | 75       | 31    | 0,46     |
| Selección de los Países Bajos | 43       | 6     | 0,13     |
| Total en su carrera           | 692      | 320   | 0,46     |

## Palmarés

### Campeonatos nacionales
| Título                   | Club                   | País         | Año  |
| ------------------------ | ---------------------- | ------------ | ---- |
| Liga Española            | Deportivo de La Coruña | España       | 2000 |
| Supercopa de España      | Deportivo de La Coruña | España       | 2000 |
| Copa del Rey             | Deportivo de La Coruña | España       | 2002 |
| Supercopa de España      | Deportivo de La Coruña | España       | 2002 |
| Copa de la Liga          | Bayern Múnich          | Alemania     | 2004 |
| Bundesliga               | Bayern Múnich          | Alemania     | 2005 |
| Copa de Alemania         | Bayern Múnich          | Alemania     | 2005 |
| Bundesliga               | Bayern Múnich          | Alemania     | 2006 |
| Copa de Alemania         | Bayern Múnich          | Alemania     | 2006 |
| Copa de los Países Bajos | Feyenoord de Róterdam  | Países Bajos | 2008 |

### Distinciones individuales
| Distinción                                                 | Año  |
| ---------------------------------------------------------- | ---- |
| Trofeo Pichichi.                                           | 2003 |
| Bota de Oro.                                               | 2003 |
| Incluido en el once ideal de la European Sports Magazines. | 2003 |